# NGC 7159
NGC 7159 is een elliptisch sterrenstelsel in het sterrenbeeld Pegasus. Het hemelobject werd op 14 november 1886 ontdekt door de Amerikaanse astronoom Lewis A. Swift.

## Synoniemen
- ZWG 428.3
- PGC 67674